# أوناي لوبيز
أوناي لوبيز كابريرا (بالإسبانية: Unai López Cabrera)‏ (مواليد 30 أكتوبر 1995 - رينتيريا ، إسبانيا) لاعب كرة قدم إسباني ، يلعب في مراكز خط وسط الهجومي والمحوري والجناح الأيمن ، ويلعب حاليًا لنادي ليغانيس الإسباني معارًا من نادي أتلتيك بيلباو لموسم واحد من 26 يوليو 2016 وحتى 30 يونيو 2017.

## روابط خارجية
- أوناي لوبيز على موقع الاتحاد الأوربي (الإنجليزية)
- أوناي لوبيز على موقع قاعدة بيانات كرة القدم.إي يو (الإنجليزية)
- أوناي لوبيز على موقع Soccerbase.com (لاعب) (الإنجليزية)
- أوناي لوبيز على موقع Soccerway.com (الإنجليزية)
- أوناي لوبيز على موقع عالم كرة القدم.نت (الإنجليزية)
- أوناي لوبيز على موقع AS.com (الإسبانية)